# 安谷屋若松
安谷屋若松（あだにや わかまつ）は、玉城朝薫の組踊「執心鐘入」の主人公「中城若松」のモデルとされている人物である。
さらに時代をさかのぼるとおもろさうしにも登場している。
若松は第二尚氏初代国王尚円王と安谷屋ノロとの間に生まれた子どもと言われており、父尚円王が即位してから、若松は安谷屋城主となった。
その後、尚真王が王位に即位し地方の按司(豪族)などを首里に集居させる「中央集権」により首里に上り、上間村(現在の那覇市上間)の地頭職に任じられ、上間親方（うえまうぇーかた）と名乗り、「章氏」の始祖となった。

死後、遺言により安谷屋に葬られたと伝えられる。墓はユナハン（与那覇）丘の頂上にある「中城若松の墓」。
北中城村の若松公園には、「若松のおもろ」の石碑がある。
石碑には「あだにやのわかまつ　あはれ（立派な）わかまつ　よださちへ　うらおそうわかまつ　又きもあぐみ（愛されている）のわかまつ」と記されている。（おもろさうし/第二：くになかのしよりもりぐすくが節65）
昔、「赤犬子」が安谷屋付近を旅しているときに、とても喉が渇いた。近くを通りがかった「まつ」という子どもに、「大根をくれ」と言うと、持っていた大根の葉っぱも取り、皮も剥いで、食べやすいように切って赤犬子に渡した。その振る舞いを見て「この子どもはきっと偉い人になるだろう。」と言い、作った歌といわれている。